# Run This Town
Run This Town은 미국의 힙합 가수 제이 지의 노래이다. 피쳐링에는 리한나와 카니예 웨스트가 참여했으며, 프로듀싱에는 카니예 웨스트와 No I.D.가 참여했다. 또한 이 노래는 Empire State of Mind와 더불어 제이 지의 앨범 The Blueprint 3에서 대표적인 곡 중 하나로 손꼽힌다. 빌보드 핫 100 차트에서는 2위까지 랭크된 적이 있다.

## 곡 목록
- Digital download[1]

1. "Run This Town" (featuring Rihanna and Kanye West) – 4:34

- CD single[2]

1. "Run This Town" (featuring Rihanna and Kanye West) – 4:34
2. "D.O.A. (Death of Auto-Tune)" – 4:15